# Rödnäbbad dvärgtyrann
Rödnäbbad dvärgtyrann (Zimmerius cinereicapilla) är en fågel i familjen tyranner inom ordningen tättingar.

## Utseende och läte
Rödnäbbad dvärgtyrann är en 10–11 cm lång flugsnapparliknande fågel med stort huvud och fjäderdräkt i grönt och gult. Ovansidan är olivgrön, bröstet ljusare och övergående i gult på buken. På huvudet syns grått på panna, hjässa och tygel. Lätet består av en stigande serie som inleds betonat och avslutas med ett "wheet-wheet?".

## Utbredning och systematik
Fågeln förekommer vid foten av bergskedjor i östra Ecuador och östra Peru (söder om Madre de Dios). Den behandlas som monotypisk, det vill säga att den inte delas in i några underarter.

## Status och hot
Arten har ett stort utbredningsområde, men tros minska i antal, dock inte tillräckligt kraftigt för att den ska betraktas som hotad. Internationella naturvårdsunionen IUCN listar arten som livskraftig (LC).

## Namn
Släktesnamnet Zimmerius hedrar amerikanske ornitologen John Todd Zimmer.